# Brontypena longipennis
Brontypena longipennis là một loài bướm đêm trong họ Noctuidae.